# Pawieł Zujew
Pawieł Nikiticz Zujew (ros. Павел Никитич Зуев, ur. 1901 we wsi Marinkino ujeździe połockim w guberni witebskiej, zm. w grudniu 1980 w Moskwie) – funkcjonariusz radzieckich organów bezpieczeństwa, pułkownik, szef Głównego Zarządu Milicji Robotniczo-Chłopskiej NKWD ZSRR (1939–1940), szef Głównego Zarządu Więziennictwa NKWD ZSRR (1940–1941).

## Życiorys
Od maja 1919 do lutego 1921 i ponownie od września 1924 do marca 1932 w Armii Czerwonej, od września 1920 do lutego 1921 telegrafista kompanii łączności Charkowskiej Brygady Kursantów, jesienią 1924 dowódca plutonu 15 Dywizji Piechoty, następnie dowódca kompanii i komendant szkoły batalionu saperów 14 Korpusu Piechoty. 1921-1923 członek Komsomołu, od marca 1921 w RKP(b), od marca 1932 w OGPU, służył w oddziałach pogranicznych OGPU/NKWD ZSRR. Od 25 lipca 1939 I zastępca szefa, a od 29 lipca 1939 do 14 marca 1940 szef Głównego Zarządu Milicji Robotniczo-Chłopskiej NKWD ZSRR, od 14 marca 1940 do 26 lutego 1941 szef Głównego Zarządu Więziennictwa NKWD ZSRR w stopniu majora bezpieczeństwa państwowego. Od marca do czerwca 1941 pomocnik szefa wydziału Zarządu NKWD obwodu moskiewskiego, od czerwca 1941 do kwietnia 1943 szef wydziału łączności sztabu ruchu partyzanckiego Frontu Briańskiego, 1942 zastępca szefa Wydziału IV Zarządu NKWD obwodu moskiewskiego, od kwietnia 1943 do marca 1945 pomocnik szefa wydziału operacyjnego sztabu wojsk inżynieryjnych 3 Frontu Białoruskiego, później kierownik katedry moskiewskiej wyższej wojskowej szkoły inżynieryjno-budowlanej i Moskiewskiego Instytutu Budowlanego, pułkownik.

## Odznaczenia
- Order Lenina
- Order Czerwonego Sztandaru (dwukrotnie)
- Order Wojny Ojczyźnianej II klasy
- Order Czerwonej Gwiazdy
- Order „Znak Honoru” (26 kwietnia 1940)

I 10 medali.